# Kósa Erika (üzletasszony)
Kósa Erika (Csokonyavisonta, 1964– ) üzletasszony, a 100 leggazdagabb magyar éves listáján 2007 és 2015 között minden évben szerepelt, több éven keresztül a leggazdagabb magyar üzletasszonyként tartották számon. Vagyonát a Brokernet Groupban lévő részesedésének akkori értéke szerint becsülték, a vállalat megszűnése óta nem szerepel a leggazdagabb magyarok listáján.

## Életútja

### A kezdeti évek
A Somogy megyei Csokonyavisontán született 1964-ben. Egészségügyi szakközépiskolát, majd óvónőképző főiskolát végzett. Pályája kezdetén óvónőként dolgozott szülőfalujában.
1989-ben az óvónői pályát otthagyva az MBI osztrák biztosítási cég   biztosítási ügynöke lett.  10 évig dolgozott az MBI-nél, ott lettek kollégák, majd barátok Kostevc Péterrel és Kutvölgyi Pállal.

### Brokernet
1999-ben Kósa Kostevccel és Kutvölgyivel kivált az osztrák biztosítási cégből, önállósodtak, megalapították saját biztosítási cégüket, a Brokernetet. Az új cég operatív irányításán belül a termékfejlesztés, a tőkepiacok elemzése és a nemzetközi partnerekkel való kapcsolattartás Kostevc területe lett, a marketingkommunikáció irányítása pedig Kutvölgyié. A termelésért; az értékesítésért; a hálózat fejlesztéséért és irányításáért; valamint a felsőszintű vezetők és az összes munkatárs képzéséért Kósa tartozott felelősséggel. A pénzügyi és gazdasági részleget Körtvélyesi Zoltán, Kósa férje, menedzselte, akit a vezérigazgatói tisztséggel is megbíztak. A Brokernetben Kósa, csakúgy mint Kostevc, 43 százalékos tulajdonaránnyal lett főrészvényes. míg Kutvölgyi részesedése 12 százalék volt. Az életbiztosítást befektetéssel párosító Unit-linked termékük, niche, komoly extraprofitot eredményező újdonság volt a biztosítási piacon.
Idővel a vállalat holdinggá nőtte ki magát. Tagjai a Palladium Brókerház biztosítási alkusz, a Bankbroker hitelközvetítő, a Platea ingatlanközvetítő, a Brokernet Akadémia akkreditált biztosításközvetítő képző intézmény, a Brokernet SRO és a 100 milliárd forint vagyont kezelő Quantis Alapkezelő Zrt. Tíz év alatt 100 milliárd forintos árbevételt értek el, ügyfeleik száma meghaladta a 150 ezret. A nemzetközi terjeszkedést is megkezdték. Volt olyan időszak, amikor az aktív munkatársaik száma 6000 volt. 55 ezer munkatársat képeztek ki tíz év alatt.
2012-re Kósa 34 milliárdra becsült vagyonával a 15. helyen állt a Napi Gazdaság 100 leggazdagabb magyart feltüntető listáján, vele holtversenyben ugyanannyi becsült vagyonnal következett Kostevc, és benne volt a százban Kutvölgyi is, őt a 37. helyre sorolták 14,8 milliárdra becsült vagyonával.
Ugyanebben az évben, 2012-ben, azonban véget ért Kósa és a Brokernet közös története. A két főrészvényesnek a piaci válságból való kilábalás stratégiájával és a cég tőzsdére való bevezetésével kapcsolatos véleménykülönbsége okozta feszültség oda vezetett, hogy Kostevc és Kutvölgyi, mint többségi tulajdonosok, felmentették Körtvélyesit a vezérigazgatói tisztségéből. Férje leváltását követően Kósa – állítása szerint kényszerűségből és messze áron alul – eladta a Brokernet Holding Zrt.-ben volt tulajdonrészét és evvel 10 év után megvált volt sikercégétől. Az exit során a becslések szerint 21,8 milliárd forintot veszített vagyonából.

### Consequit
Kósa a Brokernetből  való kilépést követően heteken belül elindította új pénzügyi tanácsadó cégét, a Consequit Alkusz Kft-t. Befektetéshez kötött életbiztosításokból, valamint hagyományos–
és egészségbiztosításokból álló termékportfólióval egy éven belül országos lefedettséget és 1,8-2,2 milliárd forint árbevételt tűzött ki célul maga elé. A Consequit kizárólagos tulajdonosa Kósa Erika lett,  mellette a menedzsment tagja volt még férje, Körtvélyesi Zoltán vezérigazgató és Farkas András értékesítési vezérigazgató.
A Consequit része lett a Brokernet volt szlovákiai cége is, melyet a végelszámolásnál kapott meg Kósa. A szlovákiai céget idővel a Consequit inkább tehertételként élte meg, mint lehetőségként.
Végül is a Consequit működése nem váltotta be Kósa reményeit, így 2016-ban megvált tőle.

### Kósa Erika Akadémia
2017-ben megalapította a Kósa Erika Akadémiát.
A Kósa Erika Akadémia nagy hangsúlyt helyez az EQ fejlesztését támogató képzésekre. 2017 szeptemberében indult az Akadémia Junior Programja, ahol különböző területről érkező tehetséges fiatalok kapnak személyes mentorálási támogatást. A Fiatal Vállalkozók Országos Szövetségével együttműködve indítanak kezdeményezéseket az érzelmi intelligencia fejlesztése területén. Az Akadémia szellemisége azon a tudományos elméleten alapul, miszerint az érzelmi intelligencia fejleszthető és az így generálható magasabb EQ hasznára válik mind az egyénnek, mind munkáltatójának, csakúgy mint ahogy előnyére válik a társas kapcsolatoknak és a társadalomnak egyaránt. Nagy súlyt helyeznek az anyanyelvi kultúra erősítésére, oktatási programjuk keretében együttműködnek az Anyanyelvi Szövetséggel.

## Családja
Édesapja gépszerelő volt, édesanyja könyvelő.
Házastársa Körtvélyesi Zoltán, két testvére és két leánya van.

## Díjak, elismerések
- HBLF „Visionary Leadership (2012)
- Csokonyavisonta díszpolgára[6]